# Jung Seung-gi
Jung Seung-gi (17 marzo 1999) è uno skeletonista sudcoreano.

## Biografia
Iniziò a gareggiare nel 2014 per la squadra nazionale sudcoreana, debuttando in Coppa Nordamericana il 13 novembre 2014 a Park City, competizione nella quale disputò quattro stagioni sino a quella del 2017/18, annata in cui raggiunse il settimo posto nella graduatoria finale. Dal 2015, parallelamente al suo impegno nel circuito nordamericano, gareggiò anche in Coppa Intercontinentale, vincendo la classifica generale nel 2018/19. Partecipò inoltre ai II Giochi olimpici giovanili invernali di Lillehammer 2016, terminando la gara all'ottavo posto.

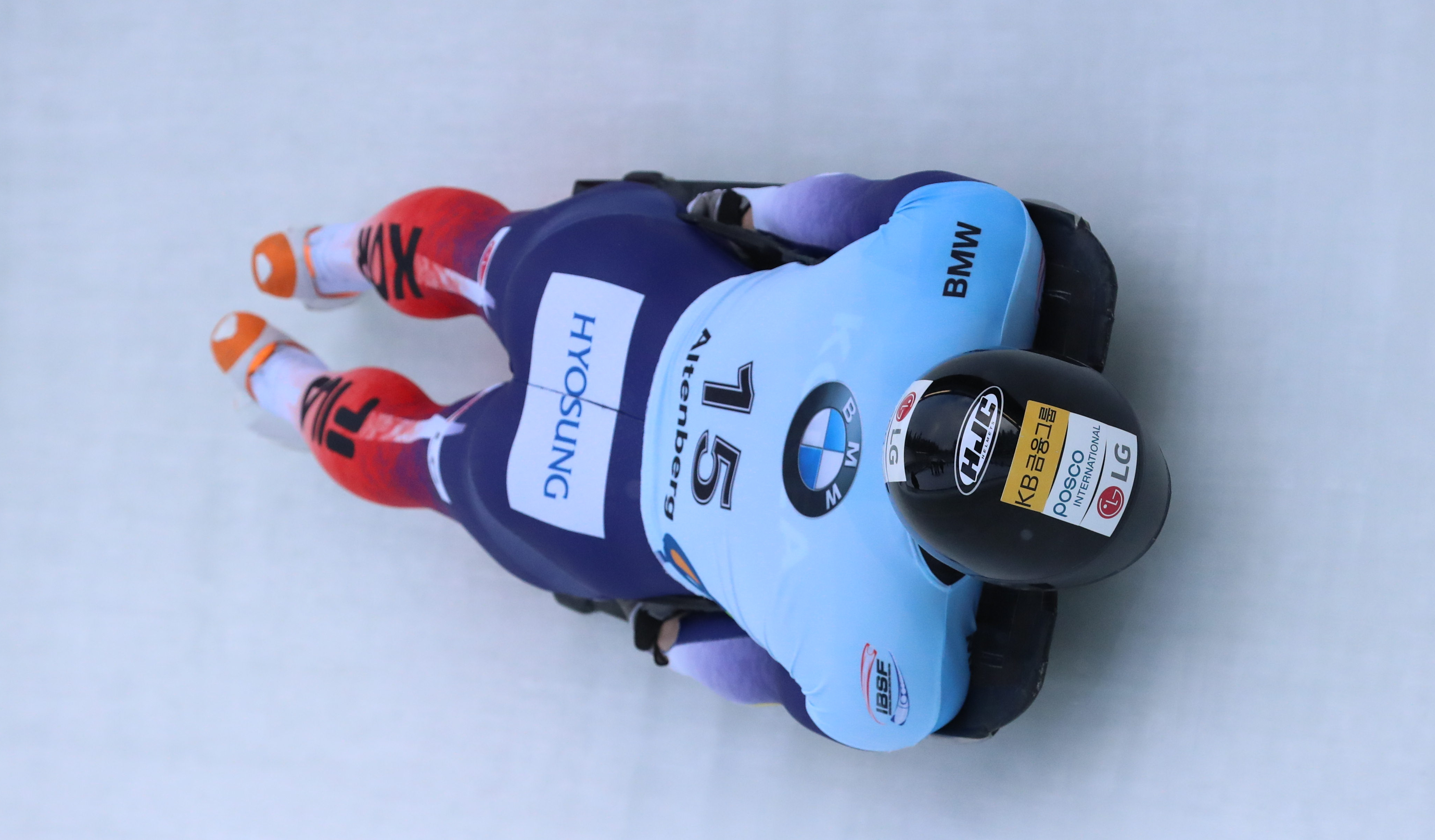
Jung in gara ai campionati mondiali di Altenberg 2020

Esordì in Coppa del Mondo all'avvio della stagione 2019/20, l'8 dicembre 2019 a Lake Placid, dove fu quindicesimo nel singolo, e ottenne il suo primo podio due anni dopo, il 31 dicembre 2021 a Sigulda, piazzandosi in terza posizione. Detiene quale miglior risultato in classifica generale il nono posto, raggiunto al termine della stagione 2021/22.
Prese parte altresì a quattro edizioni dei campionati mondiali, conquistando la medaglia di bronzo a Sankt Moritz 2023.

## Palmarès

### Mondiali
- 1 medaglia:
  - 1 bronzo (singolo a Sankt Moritz 2023).

### Coppa del Mondo
- Miglior piazzamento in classifica generale nel singolo: 4º nel 2022/23.
- 5 podi (nel singolo):
  - 3 secondi posti;
  - 2 terzi posti.

### Circuiti minori

#### Coppa Intercontinentale
- Vincitore della classifica generale nel 2018/19;
- 10 podi (tutti nel singolo):
  - 3 vittorie;
  - 3 secondi posti;
  - 4 terzi posti.

#### Coppa Nordamericana
- Miglior piazzamento in classifica generale nel singolo: 7º nel 2017/18;
- 2 podi (nel singolo):
  - 2 vittorie.